# إلغاء الهند وضع جامو وكشمير الخاص

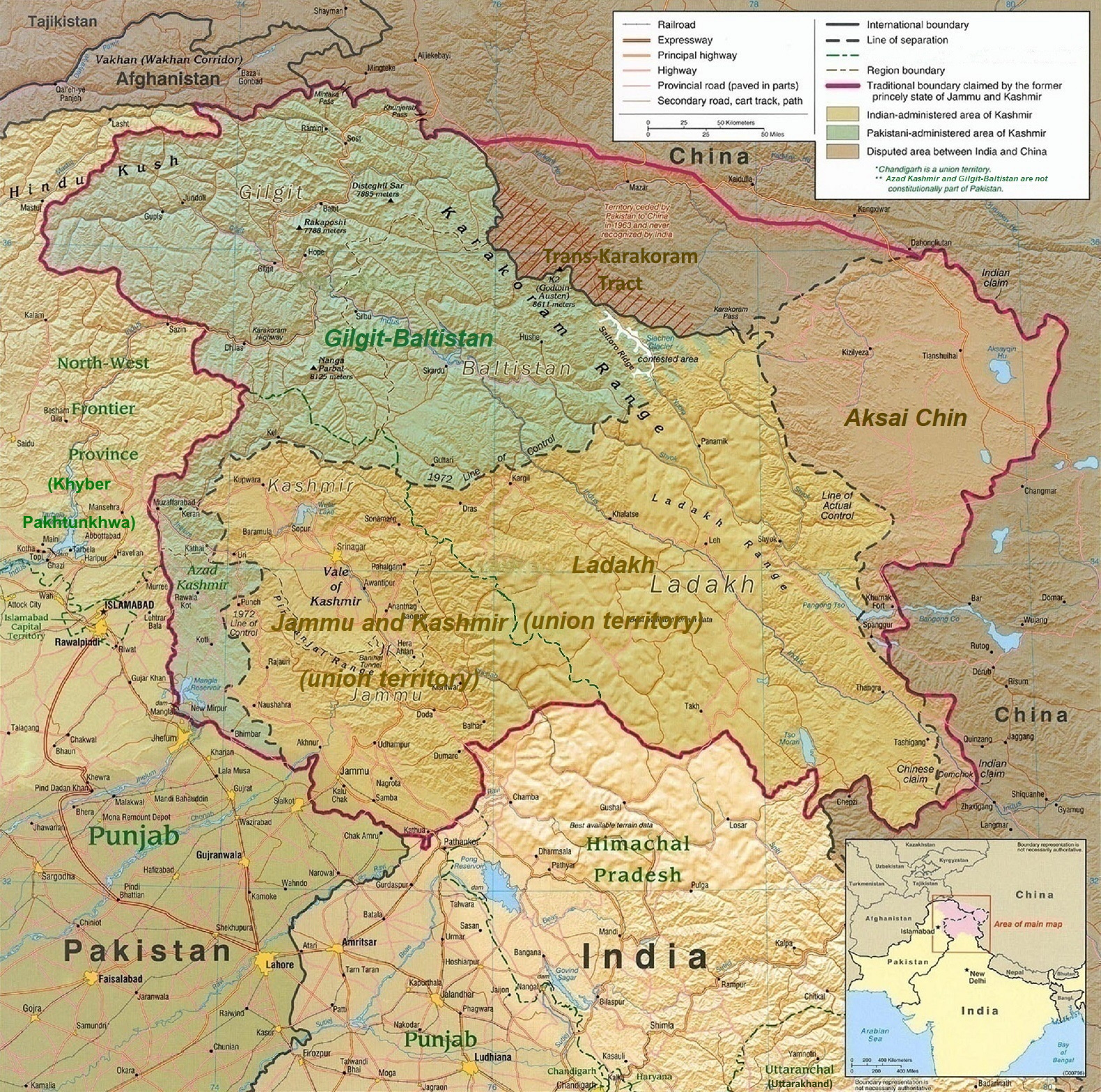
خريطة لمنطقة كشمير المُتنازع عليها، تُظهر المنطقة الخاضعة للإدارة الهندية باللون الأصفر، حيث تمثل جامو وكشمير تقريبًا النصف الأيسر من هذه المنطقة، وتظهر كشمير الخاضعة للإدارة الباكستانية باللون الأخضر وكشمير التي تديرها الصين باللون البني.

إلغاء الهند وَضع جامو وكشمير الخاصّ هُو إِجرَاء أتخذته الحكومة الهندية في 5 أغسطس 2019، لإلغاء الوضع الخاصّ الممنوح لولاية جامو وكشمير، الجزء الأكبر من كشمير الَّتِي كَانَت محل نزاع بَين الهند وباكستان والصين مُنذ عام 1947،  وإلغاء الحُكم الذاتي الممنوح لَهَا بموجب المادة 370 من الدستور الهندي، حيثُ أصدر رئيس الهند رام ناث كوفيند أمرًا رئاسيًا يلغي جَمِيع أحكام الاستِقلال الذاتي الممنوحة للولاية، ووضعت الحُكومة الزُعماء السياسيين تحت الإقامة الجبرية،  وعلقت خِدمات الهَاتِف والإنترنت،  وانتشرت القوات الامنية لوقف أي انتفاضة مُحتملة،  وأعتقلت السُلطات الهنديَّة العديد من السياسيين الكشميريين البارزين، بمن فيهم رَئِيس الوُزراء السَّابِق،  ووصف المسؤولون الحكوميون بأنَّ الإجراءات الأمنيَّة تهدف لمنع العنف،  وبرروا إلغاء وَضع اَلمِنطَقَة الخاصّ لِتَمُكِين المُواطنين من الاِستِفادَة من البَرامِج الحكوميَّة مِثل الحق في التَّعليم، والحق في المَعلُومَات.
قطعت الحُكومة الاتّصالات وفرضت حظر التجوال، وأدى ذَلِك لتقليل ردود الفعل،  بينما أحتفل القوميين وأعلنوا التبشير بالنِظَام العَام والازدهار في كشمير،  وأيدت أحزاب سياسيَّة خطوات الحُكومة الهنديَّة ومنها حزب بهاراتيا جاناتا، وحزب باهوجان ساماج، وحزب آم آدمي، وحزب تيلوغو ديسام، وحزب المُؤتَمَر الييمني، وشيف سينا، وعارضتها أحزاب أُخرى من بينها حزب المؤتمر الوطني الهندي، والمُؤتَمَر الوطنيّ لجامو وكشمير، والحزب الديمقراطيّ لشعوب جامو وكشمير، وَمُؤتَمَر ترينامول، وجاناتا دال. وَفِي مِنطَقَة لداخ احتج سكان مِنطَقَة كارجيل المُسلمون الشيعة الذين يُشكِلون غالبية السكان على هَذِه القرارات،  بينما أيدها المُجتمع البوذي في لاداخ.
أصدر رئيس الهند أمرًا بموجب سلطة المادة 370 بإلغاء الأمر الرئاسي السائد لعام 1954 وإلغاء جَمِيع أحكام الحُكم الذاتي الممنوحة للولاية، وقدم وزير الداخليَّة قانون إعادة تَنظِيم جامو وكشمير في البرلمان الهندي حيثُ يهدف القَانُون لتقسيم الولاية إلى أقليمين اتحاديين، وَفِي 5 أغسطس 2019 ناقش مَجلِس الشيوخ الهندي «راجيا سابها» قرار إلغاء الوضع الخاصّ لكشمير وجامو ومشروع قانون إعادة تَنظِيم الولاية،  وَفِي 6 أغسطس ناقش مَجلِس النواب الهندي لوك سابها وأقر مَشرُوع قانون إعادة التنظيم وقرار إلغاء الوضع الخاصّ بالولاية.

## خلفية
منحت المادة 370 من الدستور الهندي وضعًا خاصًا لجامو وكشمير، الواقعة في الجزء الشمالي من شبه القارة الهندية، والّتِي تُعد جُزء من مِنطَقَة كشمير الكبرى محل النزاع بَين الهند وباكستان والصين،  ومنحت المادة لجامو وكشمير دستور خاصّ وعلم وَاِستِقلال ذاتي وإدارة داخلية للولاية،  وَبَعد تَأسِيس «الجمعيَّة التأسيسية لجامو وكشمير» فُوضت الجمعيَّة بتحديد مواد الدستور الهندي الّتِي تنطبق على الولاية، والتوصية بِهَا لإقرارها أو إلغاء المادة 370 تمامًا، وَبَعد التّشَاوُر مَع الجمعيَّة التأسيسية للولاية صدر الأمر الرئاسي لعام 1954 لتحديد المواد الّتِي تنطبق على الولاية، وحلت الجمعيَّة التأسيسية نفسها، واعتبرت المادة 370 سمة دائمة للدستور الهندي. حيثُ حددت المادة 370 والمادة 24 الفقرة الأولى أن سكان ولاية جامو وكشمير يعيشون بموجب مَجمُوعَة منفصلة من القَوانين، ومنها القَوانين المُتعلقة بالجنسية وملكية المُمتلكات والحُقوق الأساسيّة.

استخدمت العديد من الحُكومات المركزيَّة الّتِي يقودها حزب المُؤتَمَر الوطنيّ الهندي وَحُكُومات الولاية المُنتخبة محليًا (مِثل مِثل حكومة المُؤتَمَر الوطنيّ بَين عاميّ 1954 و2011) المادة 370 لإقرار أوامر رئاسية لتوسيع الدستور الهندي ليشمل جامو وكشمير بموافقة حكومة الولاية ولتقليص استقلاليَّتها، وتُعد هَذِه الأوامر الرئاسيَّة السّابِقَة مُثيرة للجدل وهي موضوع نزاع كشمير،  وتلخص العالمة السياسيَّة والباحثة من كشمير «سومانترا بوس» سِياسات الفَترَة 1953-1963 الّتِي شغل خلالها «باكشي غلام محمد» مَنصِب رَئِيس وزراء جامو وكشمير بالتالي:
استمرت ولاية باكشي غلام محمد عقدًا كاملاً حتَّى أكتوبر 1963، ويُشير تسلسل الأَحدَاث خِلال ذَلِك العقد بقوة إلى علاقة بَين باكشي وحكومة الهند، حيثُ سمحت لَه بإدارة حكومة غير تمثيلية وَغير خاضعة لِلمُسَاءلَة في سريناغار، مُقابِل تسهيل اندماج جامو وكشمير في الهند بشروط نيودلهي، وكانت النتيجة ذَات شقين الأول شل سيادة القَانُون وَالمُؤَسِسَات الديمقراطيَّة في جامو وكشمير، والثاني تآكل استقلاليَّة جامو وكشمير الّتِي تحققت بموجب المادة 370 مَع موافقة حكومة جامو وكشمير الّتِي يقودها سياسيين موالين لنيودلهي.
 ورأت بوس أن الأمر الرئاسي لعام 1954 والأوامر اللاحقة مثلت بداية النهاية للمادة 370، وأنها «ميتة فعليًا نصًا وروحًا مُنذ ذَلِك الوَقت».
مُنذ تقسيم الهند وباكستان على أَسّس دينية صرحت منظَّمات هندوتفا في الهند أن جامو وكشمير جُزء لَا يَتَجَزّأ من الهند،  وَفِي أدرج حزب «بهاراتيا جاناتا» دمج جامو وكشمير في الهند ضمنَ وعوده الانتخابية للانتخابات العامَّة الهنديَّة لعام 2019، وبغد فوز «حزب بهاراتيا جاناتا» وحلفاؤه بأغلبية ساحقة في مَجلِس النواب الهندي لوك سابها. أَصَدَرَت الهند في 5 أغسطس 2019 أمرًا رئاسيًا يحل محل «الأمر الرئاسي لعام 1954» لجعل جَمِيع أحكام الدستور الهندي قابلة للتطبيق في جامو وكشمير،  ومرر البرلمان القَرَار الجَدِيد، وَفِي اليوم ذاته اجتمعت أحزاب سياسيَّة في جامو وكشمير في منزل فاروق عبد الله، وأصدرت بيانًا مشتركًا بعنوان «إعلان غوبكار» تعهدت فِيه بالدِفَاع عَن هوية جامو وكشمير ووضعها الخاصّ وحكمها الذاتي. وَفِي 6 أغسطس أصدر رَئِيس الهند أمر رئاسي آخر يقضي بإيقاف العَمَل بِجَمِيع فقرات المادة 370 باستثناء الفقرة الأولى.

## الجوانب القانونية
كَانَت المادة 370 من دستور الهند «نصًا مؤقتًا» أعطى سلطات خاصَّة لولاية جامو وكشمير مُنذ 17 أكتوبر 1949، وأجاز لَهَا بشكل قَانُونِي أن تَتَمَتّع بدستورها الخاصّ،  ووفقًا لِذلك تنطبق أحكام المادتين «الأولى» و370 من الدستور الهندي على الولاية، وكانت الحُكومة المركزيَّة بحاجة لموافقة حكومة الولاية عِند اِتِخَاذ القرارات، وتَضمّنَت «الفقرة الأولى من المادة 35» من دستور الهند الّتِي قُدمت في عام 1954، السماح للهيئة التشريعية في الولاية بتحديد «مقيمين دائمين»، يحق هم التملك والتّوظِيف والحصول على المنح الدراسيّة والمزايا الاجتماعيَّة الأُخرى في الولاية.
وصدر 47 أمرًا رئاسيًا خِلال الفَترَة من 11 فبراير 1956 إلى 19 فبراير 1994، لإنفاذ مواد الدستور الهندي في الولاية، وصدرت جميعها بموافقة «حكومة الولاية» دُون وُجُود جمعية تأسيسية،  وصدر بَعضُهَا عَندَمَا كَانَت الولاية تحت حكم الحاكم وَلَم يكن لديها حكومة،  وأدت الأوامر الرئاسيَّة الصّادِرَة بَين عاميّ 1954 و1994 لتوسيع صلاحيات الحُكومة المركزيَّة في الولاية في 94 مَجَال، ولإقرار انطباق 260 مادة من مواد الدستور الهندي البالغ عددها 395 مادة على ولاية جامو وكشمير.

### نهج الحكومة
قضت المحكمة العليا في الهند في أبريل 2018 بأنَّ المادة 370 قد أصبَحَت دائمة عَندَمَا حلت الجمعيَّة التأسيسية للولاية نفسها،  وللتغلب على هَذَا التحدي القانونيّ، قرَّرت الحُكومة الهندية اعتبارها مادة «غير فَعّالَة» على الرغم من وجودها الدستوري،  وَفِي 5 أغسطس 2019 صدر أمر رئاسي «مرسوم الدستور (التطبيق على جامو وكشمير) لعام 2019» ليحل محل «مرسوم الدستور (التطبيق على جامو وكشمير) لعام 1954».
نص الأمر الرئاسي الصادر في أغسطس 2019 على أن جَمِيع مواد الدستور الهندي تنطبق على جامو وكشمير، وَفِي الواقع، مِثل هَذَا الأمر نهاية «دستور جامو وكشمير»، وأصدر الرّئِيس الأمر بموافقة «حكومة ولاية جامو وكشمير» وَفِي الواقع فَقَد وَافَق عليه «حاكم جامو وكشمير» بَعد أن فُرض حكم الرّئِيس في ذَلِك الوَقت في الولاية،  واستند الأمر الرئاسي إلى الفقرة الثالثة من المادة 370، الّذِي يأذن لرئيس الهند بإعلان عَدَم صلاحية المادة مَع استثناءات وتعديلات، بَعد توصية «الجمعيَّة التأسيسية للولاية» (غير الموجودة) بذلك،  وللتحايل على فقرة «توصية الجمعيَّة التأسيسية»، فَقَد استخدم الرّئِيس الهندي الفقرة الأولى من المادة ذاتها الّتِي امنحه سلطة تعديل الدستور الهندي بِشَأن الموضوعات المتعلّقة بجامو وكشمير، وأضاف فقرة جديدة إلى المادة 367 تُفسر الدستور، واستبدل عِبَارَة «الجمعيَّة التأسيسية للولاية» بعبارة «الجمعيَّة التشريعية للولاية»،  وتنُصُّ الفقرة المُضافة على أن أي إشارة إلى «الجمعيَّة التشريعية» أَثناء تعليقها تُفسر على أنَّها إشارة إلى «حاكم جامو وكشمير»،  وَهُو الحاكم المُعين من الحُكومة المركزيَّة.
قَدَم وزير الداخليَّة الهندي مَشرُوع قرار إلى مجلس الشيوخ يهدف لإعطاء الرّئِيس الصلاحيَّة اللّاَزِمَة الّتِي يحتاجها لإعلان المادة 370 بأنَّها مُعطلة. وناقش المَجلِس القَرَار القانونيّ الّذِي يسعى لإلغاء الوضع الخاصّ لجامو وكشمير بموجب المادة 370، ومشروع قانون إعادة تَنظِيم الولاية، ومرر مجل الشيوخ القَرَار المتعلّقة بتعطيل المادة 370 في 5 أغسطس 2019 بموافقة 125 صوت (67%) لصالح القَرَار، و61 صوت (33%) ضده،  وَفِي 6 أغسطس ناقش المَجلِس مَشرُوع قانون إعادة التنظيم، ومرره لوك سابها بأغلبية 370 صوت (86%) لصالحه، و70 صوت (14%) ضده، ومرر قرار الإلغاء بأغلبية 351 صوت لصالح القَرَار، و72 صوت ضده.

### التماسات ضد الإلغاء
في 28 أغسطس 2019 وَافَقت المحكمة العليا في الهند على الاستماع إلى التماسات مُتَعَدّدَة تطعن في قرار إلغاء المادة 370 وتقسيم جامو وكشمير إلى منطقتين اتحاديتين، وشكلت هيئة من خمسة قضاة للاستماع،  وأصدرت المحكمة إخطارات للحكومة للرد على الالتماسات،  وطلبت المحكمة من الحُكومة الرد خِلال سبعة أيام على التماس يطالب بإنهاء القيود المفروضة على الاتّصالات والقيود الأُخرى في اَلمِنطَقَة.
استمعت المحكمة العليا إلى الالتماسات في 30 سبتمبر 2019، وسمحت للحكومة المركزيَّة بتقديم ردودها خِلال 30 يوم، وحددت يوم 14 نوفمبر 2019 موعدًا لجلسة الاستماع التَالِيَة، وأراد المدعون من المحكمة إصدار أمر قضائي ضدَّ إعادة تَنظِيم جامو وكشمير لولايتين اتحاديتين، لكنّ المحكمة لَم تصدر أي أمر قضائي.

### آراء قانونية
في مقال لمجلة «مراجعة القانون الهندي» أشارَ «بالو جي ناير» إلى أن الأوامر «مشبوهة دستوريًا»،  ووجد «ديفا زيد» أنَّها خارجة عَن الدستور،  ورأى «راجيف دافان» أنَّه لَا يُمكِن إلغاء المادة 370،  فيمَا وجد «جوتام بهاتيا» أن القرارات بأكملها مليئة بالعيوب القانونيَّة والدستوريَّة،  ورأى «سوهريث بارثاساراثي» أن الأوامر غير دستورية.

## القمع الحكومي
نشرت وزارة الداخليَّة الآلاف من قوات الأَمن شبه العسكريَّة في جامو وكشمير قَبل قرار الإلغاء، متذرعة بالحفاظ على القَانُون والنِظَام في اَلمِنطَقَة،  وَفِي 2 أغسطس قال الجيش الهندي إن الجيش الباكستاني والإرهابيين «يخططون لتصعيد العنف» وأنهم حاولوا «استهداف ياترا مؤخرًا»،  وأخطرت حكومة الهند الطلاب والسائحين المَحَليِين والأجانب بمغادرة جامو وكشمير،  وأثارت الإجراءات الحكوميَّة مخاوف من إلغاء الهند وَضع جامو وكشمير الخاصّ،  وَفِي 3 أغسطس، قال عمر عبد الله إن المُحافظ «ساتيا بال مالك» أكد بأنَّه لَا تُوجَد لَدَى الحُكومة المركزيَّة أي نية لإلغاء أو تعديل وَضع اَلمِنطَقَة الخاصّ، أو البدء في الترسيم أو التقسيم الثلاثي.
في 4 أغسطس وزعت السُلطات هَواتِف الأقمار الصناعيّة في وَسَط وشمال وجنوب كشمير بَين قوات الأَمن،  وأمرت الحُكومة بقطع الاتّصالات بشكل كامل، وأغلقت قنوات الكابل، والهواتِف الأرضية، والهواتِف المَحمُولة، والإنترنت. وأفادت العديد من المصادر الإخباريَّة بفرض حظر تجول،  وذكرت صحيفة تلغراف في كلكتا ذكرت الحُكومة لَم تُعلن رسميًا حظر التجول ، ونصح الأطبَّاء ومديرو المُقاطعات بالبقاء على أهبة الاِستِعدَاد.
فرضت السُلطات رسميًا حظر التجول بموجب المادة 144 في 5 أغسطس، في وادي كشمير ذي الأغلبيَّة المسلمة، وَمِنطَقَة جامو ذَات الأغلبيَّة الهندوسيَّة، وَمِنطَقَة لاداخ ذَات الأغلبيَّة البُوذيَّة. وذكرت صحيفة الغارديان أن الحظر أَكثَر شدة في مِنطَقَة سريناغار (كشمير)، حيثُ «اعتاد الناس على حظر التجول والعيش في ظَلّ وُجُود أمني مكثف»،  ونُشرت الحواجز الخرسانية على الطرق،  وتمَّ إغلاق المتاجر والعيادات،  وَالمُؤَسِسَات التعليميّة،  وأستمر الحظر بموجب المادة 144 إلى 10 أغسطس 2019.
ذكرت وَسَائِل إعلاَم هنديَّة بأنَّها لَا تملك أي معلومات من مَنَاطِق الحظر، وَلَا يمكنها التواصل مَع مراسليها أو التأكد من سلامتهم،  وذكرت لجنة حماية الصحفيين أن شرطة جامو وكشمير أعتقلت صحفي محلي في 28 يوليو 2019 بتهم غير محددة،  وأفاد العديد من الصحفيين تعرضهم للإيقاف من قَبل الجنود، وذكر آخرون أنَّهم يرسلوا الصور والتَّقارير إلى خارج الولاية عبر محركات أقراص فلاش "يو إس بي"،  وقال صحفي محلي للجنة حماية الصحفيين: «أخشى أن يعتقلوا الصحفيين، وخاصة أولئك الذين سينقلون مَا يحدث»،  وذكرت لَجنَة حماية الصحفيين أن الشرطة أعتقلت صحفيين على الأقل في جامو وكشمير،  بينما قَالَت «نافيكا كومار» مديرة تَحرِير قناة «إنديان تايمز الآن الإنجليزيَّة» الإخباريَّة بأنَّ قناتها لَم تواجه قيودًا كثيرة على البث من كشمير وأنَّ المراسلون يرسلون الموجزات من خِلال عربات البث الخارجيَّة المُرتبطة بالأقمار الصناعيّة،  وانتقد «إتش كيه دوا» (مستشار إعلامي سابق لرئيس وزراء هندي سابق) التايمز ناو ومجموعات إعلاميَّة هنديَّة أُخرى وقال أنَّها تخشى الحُكومة في تقاريرها.
أفادت وكالات أنباء أن الشرطة قبضت على أَكثَر من 4 ألف مُحتج كشميري بحلول 18 أغسطس، ومنهم العديد من القادة الكشميريين،  بينما وضعت قوات الأَمن العديد من المَسؤُولِين السَّابقين قيد «الاحتجاز الوقائي» ومن بَينِهُم رَئِيس وزراء جامو وكشمير محبوبة مفتي وعمر عبد الله،  ة«محمد يوسف تريجامي»، و«المهندس راشد».
ذكرت منظَّمة هيومن رايتس ووتش في يناير 2020 أن حملة الحُكومة الهنديَّة في كشمير تُخفف ببطء وبشكل تدريجي، لكنّها لَا تحافظ على حُقوق الشعب الكشميري، وأنَّ قوات الأَمن أفرجت عَن محامين وَأَصحَاب متاجر ونشطاء حقوقيين وطلاب وأشترطت عليهم عَدَم انتقاد الحُكومة.

### تبرير الحكومة
دافع وزير الخارجيَّة الهندي «سوبراهمانيام جيشانكار» عَن الحَملَة القمعية وقال أنَّها تهدف لمنع اندلاع أَعمَال عنف وسقوط ضحايا مدنيين، مستشهداً بالاضطرابات الّتِي حدثت بَعد مقتل برهان واني في عام 2016،  وقال إنه لَا يُمكِن قطع الاِتِصَال بَين المسلّحين دُون وَضع اَلمِنطَقَة بأكملها تحت التعتيم.
ذكرت حكومة جامو وكشمير أن القيود المفروضة على الوُصُول إلى الإنترنت، قد فُرضت لمنع الإخلال بالنِظَام العَام من العناصر «المُعَادية للوطن»، وقالت إن إساءة اِستِخدام خِدمات البيانات والإنترنت من «الإرهابيين» للقيام بأعمال إرهابية وتحريض الناس بنشر أخبار كاذبة استلزم مِثل هَذِه القيود الّتِي ستُقلص تدريجيًا.

### إعادة الخدمات
في 16 أغسطس، أعلن السكرتير العَام لجامو وكشمير، أن الحُكومة سترفع الإغلاق وتزيل بَعض القيود بطريقة تدريجية في وادي كشمير،  وذكرت رويترز فَقَد كَان مُقرَّر استئناف الخِدمات الهاتفيَّة في أجزاء من سريناغار في 16 أغسطس 2019،  وأنه سيتم إعادة خِدمات الهَاتِف الأرضي في مُعظم أنحاء سريناغار بحلول 18 أغسطس 2019،  وقد كَانَت الحُكومة المركزيَّة مصرة على إعادة فتح المدارس في الوادي وَسَط وَضع يشبه حظر التجول،  وَبَعد فتح المدارس، ذكرت وَسَائِل إعلاَم أن المدارس بقيت خَالِيَة من الطلاب.
في 25 أغسطس 2019 أعادت السُلطات خِدمات الخطوط الأرضية في مُعظم وادي كشمير،  وَفِي 4 سبتمبر كَانَت الخطوط الأرضية الّتِي أُعيدت للعمل 50 ألف خط فقط في الوادي،  وَفِي 14 أكتوبر 2019 أعادت الحُكومة خِدمات الهَاتِف المَحمُول آجلة الدفع بالكَامِل،  وَلَم تُفعل خِدمات الإنترنت عبر الهَاتِف المَحمُول في الوادي، وبحلول 3 يناير 2020 كَان قطع الإنترنت في كشمير «أطول إغلاق للإنترنت في الهند» حيثُ تجاوز 153 يوم.
في 13 يناير 2020، أفادت رويترز بأنَّ خِدمات الإنترنت لَم تُستعاد في كشمير بشكل كامل، وأنَّ الكشميريون يسافرون في قطار مزدحم - يُطلق عليه "Internet Express" - للوصول إلى بلدة قريبة من بانيهال لاستخدام الإنترنت في المقاهي مُقابِل 300 روبية (4.20 دولار) للساعة، وقال «مجيد مير» نائب رَئِيس غرفة تجارة وصناعة كشمير، إن مَا يقارب 500 ألف شخص فقدوا وظائفهم مُنذ الحصار.
في 14 يناير 2020 أعادت السُلطات خِدمات الإنترنت ذَات النطاق العريض لمجموعة مختارة من المنظَّمات والأَفرَاد في وادي كشمير، وأعادت خِدمات الهَاتِف المَحمُول الجيل الثاني في خمس مَنَاطِق في جامو.
أعادت السُلطات خِدمات المكالمات الصوتيَّة والرسائل النصية القصيرة في كَافّة مَنَاطِق «جامو وكشمير» في 18 يناير 2020، وأعادت خِدمَة الإنترنت من الجيل الثاني في 153 مَوقِع مُدرج في القَائِمَة البيضاء في جامو وَفِي كوبوارا وبانديبورا،  في 25 يناير 2020 أعادت خِدمات الإنترنت من الجيل الثاني لعدد 301 مَوقِع مُدرج في القَائِمَة البيضاء في كَافّة مقاطعات جامو.
في 4 مارس 2020 زادت السُلطات من عدد مواقع الويب الّتِي يُمكن الوُصُول إِلَيهَا والمُدَرَجَة في قائمتها البيضاء، وأعادت خِدمات الإنترنت بشكل كامل، ولكنَّها اقتصرت على الجيل الثاني.
في 16 أغسطس 2020 أعادت السُلطات الهنديَّة خِدمات الإنترنت عالية السرعة عبر الهَاتِف المَحمُول (الجيل الثالث والجيل الرابع) في منطقتين من إقليم اِتِحَاد جامو وكشمير على أساس تجريبي، بَعد أن قضت المحكمة العليا الهنديَّة الشهر الماضي بأنَّ قطعها إلى أَجَل غير مسمى غير قَانُونِي.

### التدقيق القانوني
في حكم صدر على «الالتماسات المقدمة ضدَّ القيود المفروضة في جامو وكشمير»، أمرت المحكمة العليا الهندية بمراجعة جَمِيع القيود المفروضة على اِستِخدام خِدمات الإنترنت، وأشارت إلى أن حرية الوُصُول إلى خِدمات الإنترنت حَق أساسي وفقًا للمادة 19 (1) من الدستور الهندي، كما أشارت إلى أنَّه لَا ينبغي اِستِخدام المادة 144 من قانون الإجراءات الجنائيَّة الهندي لقمع تعبير الناس، وأمرت الإِدَارَة المحَلِية بنشر كلّ اِستِخدام لهذا الحُكم لِتَمُكِين تدقيقها العَام.

### ردود الفعل على القمع
- الولايات المتحدة - قَالَت أليس جي ويلز، مُسَاعَدَة وزيرة الخارجيَّة لشؤون جَنُوب ووسط آسِيَا، إن الوَلاَيات المتَّحدة تأمل «في رؤية تحرك سريع ورفع القيود والإفراج عَن المُعتقلين»، وأضافت أن الوَلاَيات المتَّحدة «قلقة من عَمَليّات الاعتقال الواسعة النطاق، ومنها اعتقالات الساسة، وكبار رجال الأَعمَال، والقيود المفروضة على سكان جامو وكشمير».[105] ودعا المُشرعون الأمريكيّون إلهان عمر، [106] ورشيدة طليب، [107] ووإسكندرية أوكاسيو كورتيز لإنهاء الحصار المفروض على الاتّصالات.[108]
- منظمة العفو الدولية - نشرت المنظَّمة غير الحكوميَّة لحقوق الإِنسان عريضة على الإنترنت بعنوان «دعوا كشمير تتكلم» تطالب فِيهَا برفع «التعتيم على الاتّصالات في جامو وكشمير» والسماح «بسماع أصوات شعب كشمير» والسماح «بالوُصُول غير المشروط وَغير المقيد للأخبار والمَعلُومَات من وادي كشمير».[109]

## ردود الفعل من جامو وكشمير

### مُعارضة
وصفت آخر رئيسة وزراء لجامو وكشمير محبوبة مفتي يوم إصدار القَرَار بأسوأ يوم في الديمقراطيَّة الهنديَّة، وقالت أنَّها شعرت بأنَّ البرلمان الهندي انتزع كلّ شيء من شعب جامو وكشمير، وفي تغريدة لها على مَوقِع تويتر في 4 أغسطس 2019 قَالَت «إن قرار قيادة جامو وكشمير برفض نظرية الدولتين في عام 1947 والاصطفاف مَع الهند، أدَّى لتائج عكسية».
وصف رَئِيس الوُزراء السّابِق عمر عبد الله تحرك الحُكومة بِشَأن المادة 370 أنَّه تصرف أحادي ومثير للصدمة، وأعتبره «خيانة تَامّة للثقة الّتِي منحها شعب جامو وكشمير للهند عَندَمَا انضم إِلَيهَا في عام 1947»،  وقال «أصغر علي كربلائي» كَبِير المُستشارين التنفيذيين السّابِق في «مَجلِس تنمية هيل في كارجيل» إن مواطني كارجيل يُعتبرون تقسيم الدّولَة على أساس ديني أو لغوي أو مناطقي بأنَّه تقسيم غير ديمقراطي، وأدانت بَعض المنظَّمات الدينيَّة وَالسِياسِيّة في كارجيل إتخاذ الحُكومة الهنديَّة قرارها «دُون موافقة الشعب»، ودعت لإضراب عام في مِنطَقَة كارجيل.
ندد السياسيّ الكشميري «شاه فيصل» بهذه الخطوة، وقال إنها أكبر خيانه تتخذها الهند في السبعين عامًا الماضية، وأنه بسبب حظر التجوال، لَم يتمكَّن من التواصل مَع عمر عبد الله، ومحبوبة مفتي، وسجاد لون أو إرسال رسائل إليهم، وَفِي مقابلة مَع «صحيفة الغارديان» وصف القَرَار بأنَّه إهانة لكرامة الشعب، وأنه سيكون لَه عواقب طويلة الأَجَل، وأنه لَا خِيَار أمامنا سوى المُقاومة. في 14 أغسطس 2019 أعتقلت قوات الأَمن الهنديَّة شاه فيصل، ودعى أَكثَر من 100 شخص من جامعة هارفارد الهند لاطلاق سراحه.

### مؤيدة
أشاد عضو لوك سابها لدائرة لاداخ «جاميانغ تسيرينغ نامجيال» بالقَرَار وبالشكل المُقترح لإقليم اِتِحَاد لاداخ المستقل، وأعرب عَن أمله في أن تُشَجِع هَذِه الخطوة على خلق فرص العَمَل والتّنمِيَة،  وقال إن هَذِه الخطوة حصلت على دعم من جَمِيع مَنَاطِق لداخ ومنها كارجيل،  ورحبت جمعية لداخ البُوذيَّة بإلغاء المادة 370 وإنشاء مِنطَقَة اتحادية في لاداك،  ونظمت احتفالًا بعيد الشكر في ليه في 8 أغسطس 2019، حضره قادة سياسيون ودينيون،  وأشار المُجتمع البوذي في «ليه» و«لاداخ» إلى تجاهلهم مُنذ فَترَة طويلة، وأنَّ القَرَار سيساعدهم على توجيه مصيرهم بأنفسهم.
أشادت العديد من الأحزاب وَالجَمَاعات السياسيَّة المحَلِية مِثل «منظَّمة كشمير الهندوسيَّة بانون كشمير»، و«حزب عمَّال جامو وكشمير»، و«إيك جوت جامو» بالقَرَار.
أقام مواطنين في جامو احتفالات ووزعوا الحلويات،  ورحب ممثلو المُجتمع الهندوسي الكشميري بهذه الخطوة،  وأعبروا عَن أملهم في العودة إلى مناطقهم الّتِي نزحوا مِنهَا  من وادي كشمير نتيجة لأعمال العنف،  ورُفعت لافتات في لاداخ تشكر رَئِيس الوُزراء ناريندرا مودي، واعتبرت يوم 15 أغسطس بأنَّه يوم الاستِقلال الأول،  وأقيمت احتفالات مماثلة في جامو.

## ردود الفعل الهندية

### معارضة
قال المؤرخ «راماتشاندرا جوها» إن رَئِيس الهند تصرف على عجل وإن قرار الإلغاء «إساءة تعسفية لسلطة الدّولَة»،  ووصف الباحث الدستوري «إيه جي نوراني» إن قرار الحُكومة الهنديَّة بإلغاء المادة 370 بوسائل مثيرة للجدل بأنَّه «غير دستوري تمامًا وبشكل واضح»، وبأنه قرار احتيالي، وأنَّ الحُكومة ستواجه المحكمة العليا في الهند.
انتقد الحائز على جائزة نوبل أمارتيا سن الحُكومة وقال إنه «لَا يفخر بكونه هندياً»،  واعتبر اعتقال القادة السياسيين الكشميريين «ذريعة استعمارية كلاسيكية» لمنع رد الفعل العكسي ضدَّ القَرَار الحكوممي، ودعا لحل ديمقراطي يشمل الشعب الكشميري،  وانتقدت الروائية الهنديَّة أرونداتي روي الحُكومة الهنديَّة في مقال رَأي لَهَا في «صحيفة نِيُويُورك تايمز»،  ووصف «وجهة حبيب الله» قرار الحُكومة بأنَّه «خطوة رجعية وَغير حكيمة».
انقسم قادة حزب المُعارضة الرَئِيسيّ في الهند المؤتمر الوطني الهندي (الكونغرس الهندي) حول قرار إلغاء المادة 370،  وأدان بعضهم مِثل رَئِيس وزراء راجستان «أشوك جيلوت» اعتقال الحُكومة للقادة الكشميريين محبوبة مفتي، وعمر عبد الله. فيمَا رحب آخرون في «كونغرس راجاستان» وحكومة جهلوت بالقَرَار،  أمَّا رَئِيس وزراء البنجاب أماريندر سينغ أحد قادة الكونجرس فَقَد وصف إلغاء المادة 370 بأنَّه فعل «غير دستوري تمامًا»، وقال أنَّه «سيشكل سابقة سيئة لأنّه سيعني أن الحُكومة المركزيَّة يمكنها إعادة تَنظِيم أي ولاية في البلاد بمجرد فرض حكم الرّئِيس»،  كما حظر رَئِيس وزراء البنجاب الاحتفالات والاحتجاجات المتعلّقة بالمادة 370، وأمر بتشديد الإجراءات الأمنيَّة لنحو 8000 طالب كشميري يدرسون في البنجاب.
انتقد راهول غاندي اعتقال الحُكومة الهنديَّة الزُعماء السياسيين الكشميريين ووصفها بأنَّها اعتقالات «غير دستورية وَغير دِيمُقراطِيّة».
حاول وفد من زعماء المُعارضة زيارة جامو وكشمير لتقييم الوضع في 24 أغسطس، وتكوّن الوفد من 12 شخصًا، كَان من بَينِهُم راهول غاندي، وغلام نبي آزاد، وأناند شارما، ود. رجا، وسيتارام يتشوري، ودينيش تريفيدي، ومانوج جها، وشاراد ياداف، ومجيد ميمون، وأعادتهم السُلطات عَندَمَا وصلوا إلى سريناغار.
احتج المئات في نيودلهي على قرار الحُكومة الهنديَّة ووصفوه بأنَّه يمثل «وفاة الديمقراطيَّة الهنديَّة»، وطالب المحتجون الحُكومة الهنديَّة بإعادة النّظَر في قرارها، ووصف الأُمّين العَام للحزب الشيوعي الهندي د. رجا الخطوة الحكوميَّة بأنَّها «اعتداء على الدستور الهندي». وعارض القَرَار زعيم حزب «درافيدا مونيترا كازاجام» الإقلِيميّ في تاميل نادو ووصفه بأنَّه «قتل للديمقراطية»، ووصف زعيم حزب مُؤتَمَر ترينامول في غَرب البنغال ديريك أوبراين القَرَار بأنَّه «حراكيري إجرائية».
قَدَم أعضاء حزب المُؤتَمَر الوطنيّ الهندي التماسين إلى المحكمة العليا في الهند، لطلب جلسة استماع عاجلة،  حيثُ طعن التماس في قرار الإلغاء، بينما طعن الالتماس الآخِر في تعتيم الاتّصالات وحظر التجول في مِنطَقَة كشمير،  ورفضت المحكمة العليا طلب «الاستماع المستعجل» ووضعتها في إجراءاتها الاعتياديَّة.

### داعمه
بررت الحُكومة الهنديَّة قرارها بأنَّه سيساعد في إنهاء العنف ومظاهر التشدد في الولاية وتمكين الناس من الوُصُول إلى المخططات الحكوميَّة مِثل الحجز والحق في التَّعليم والحق في المَعلُومَات وَغَيرَهَا،  ووصف الخبير الدستوري «سوبهاش كاشياب» الإلغاء بأنَّه «سليم دستوريًا» وأنه «لَا يُمكِن العثور على أي خطأ قَانُونِي ودستوري فِيه» وفقًا لبي بي سي نيوز.
مرر البرلمان الهندي قرار إلغاء المادة 370 بأغلبية ساحقة،  وحضي بدعم من الأحزاب القوميَّة الهندوسيَّة مِثل حزب بهاراتيا جاناتا، وَالأحزَاب السياسيَّة الأُخرى المُعارضة لحزب بهاراتيا جاناتا.
أعلن بَعض كبار قادة الكونجرس دعمهم للقرار، وقال رَئِيس الوُزراء الهندي السّابِق مانموهان سينغ إن الحزب دعم القَرَار من حيثُ المبدأ، لكنّ تنفيذه لَم يكن مناسبًا،  وأيد «بوبيندر سينغ هودا» رَئِيس وزراء ولاية هاريانا السّابِق قرار الحُكومة وقال إن حزب المُؤتَمَر «ضل طريقه»،  وأيد عضو راجيا سابها «جيوتيراديتيا سكينديا» الإجراء الحكوميّ،  وأكد زعيم حزب المُؤتَمَر «ديبندر سينغ هودا» أن القَرَار «يصب في مصلحة الوحدة الوطنيَّة»،  فيمَا استقال «بوبانسوار كاليتا» من «راجيا سابها»، بسبب موقف الكونجرس من القَرَار الحكوميّ، وقال إن «أيديولوجية الكونجرس تبدو وكأنها تنتحر وَلَا أريد أن أكون جُزءًا مِنهَا»،  ورحب السياسيّ «جاناردان دويفيدي» بالقَرَار، وأنه رغم تأخره جاء لتصحيح خطأ تاريخي.
أيد حزب «باهوجان ساماج» وزعيمه ماياواتي، و«أرفيند كيجريوال» زعيم «حزب عام آدمي» (ورئيس وزراء دلهي)، القَرَار  وقال ماياواتي أن المادتين تسببتا في ظلم اجتماعي واقتصادي وسياسي في جامو وكشمير. وقال عضو البرلمان عَن حزب تيلوغو ديسام «كاناكاميدالا رافيندرا كومار» أنَّه يُهنئ وزير الداخليَّة ورئيس الوُزراء بالقَرَار، وأنَّ شعب جامو وكشمير يجب أن يَعِيشُوا بسعادة وأنَّ يصبحوا جُزءًا من البلاد،  وأيد القَرَار «حزب بيجو جاناتا دال» ومقره ولاية تاميل نادو، و«حزبآنا درافيدا مونيترا كازاغام» ومقره أوديشا.
أيدت جمعية علماء الهند وهي منظَّمة إسلامية هنديَّة بارزة قرار إلغاء المادة 370، وقالت أن اندماج كشمير مَع الهند يصب في مصلحة الشعب الكشميري.

## ردود فعل دولية

### باكستان
أَصَدَرَت وزارة الخارجيَّة الباكستانيَّة بيانًا قَالَت فِيه إن قرار الهند كَان «خطوة أحادية الجانب» وَغير شرعية،  وقال قائد الجيش الباكستاني إن الجيش الباكستاني سيدعم شعب كشمير بدون حدود،  وَفِي 7 أغسطس أقرت جلسة برلمانية مُشتَرَكَة طارئة قرارًا يدين خطوة الهند،  وقرر اِجتِمَاع لَجنَة الأَمن القومي خفض العلاقات الدبلوماسيّة الباكستانيَّة مَع الهند،  وتعليق خِدمَة قطار «سامجهوتا اكسبرس»،  و«ثار اكسبريس». وتعليق جَمِيع التبادلات الثقافيَّة مَع الهند، ومنها حظر عرض الأَفلام والدراما الهنديَّة داخل باكستان،  وَفِي 9 أغسطس 2019 علقت باكستان رسميًا مُعظم علاقاتها التجاريَّة مَع الهند،  وَفِي 11 أغسطس 2019، قارن رَئِيس الوُزراء عمران خان الحُكومة الهنديَّة بالنازيين، وحذر من التقاعس العالميّ عَن كشمير «لاسترضاء هتلر»،  واتهم الهند بمحاولة تغيير التركيبَة السُكّانيّة للأغلبية المسلمة في كشمير عبر التطهير العرقيّ. وأصدر وزير الخارجيَّة الباكستاني شاه محمود قريشي بيانًا يوم الثُلاثاء 13 أغسطس 2019 أفاد فِيه بأنَّه بعث برسالة إلى رَئِيس مَجلِس الأَمن التابع لِلأُمَم المتَّحدة لطلب عقد اِجتِمَاع طارئ لِلمَجلِس لمناقشة «الإجراءات غير القانونيَّة الّتِي تَقوم بِهَا الهند والّتِي تَنتَهِك قرارات الأُمَم المتَّحدة في كشمير». كما دعا وزير الخارجيَّة إلى تعميم الرسالة على أعضاء مَجلِس الأَمن،  وَفِي 20 أغسطس 2019 أَعلَنَت باكستان أنَّها سترفع النزاع إلى محكمة العدل الدولية، وأنَّ قضيتها ستركز على انتِهاكَات حُقوق الإِنسان في الهند.
في 4 أغسطس 2020 أَصَدَرَت الحُكومة الباكستانيَّة خريطة سياسيَّة مُحدثة تضَّمنت مطالبات باكستان الإقليميَّة بمناطق جامو، وكشمير ولاداك، ونهر سياشين الجليدي، والضفاف الشرقيَّة لسير كريك، ومنطقتي جوناغاد ومانافادار في غوجارات، كما أشارت الخريطة أيضًا إلى حدود لاداخ مَع الصين على أنَّها «حدود غير محددة»، وعممت اِستِخدام الخريطة بشكل رسمي في جَمِيع أنحاء باكستان. وأعادت الحُكومة تسمية «طَرِيق كشمير السّرِيع» الّذِي يمر عبر إسلام أباد، بِاِسم «طَرِيق سريناغار السّرِيع»،  بمناسبة الذكرى السنويَّة الأولى لإلغاء الوضع الخاصّ لكشمير احتفلت باكستان أيضًا بيوم الخامس من أغسطس 2020 باعتِباره «يوم الاستِقلال» على الصّعِيد الوطنيّ، ونظمت تجمعات وندوات للتعبير عَن التضامن مَع الكشميريين.

### الصين
عارضت المتحدِّثة بِاِسم وزارة الخارجيَّة الصينيَّة «هوا تشون ينغ» دمج إقليم لاداخ الاتحادي في السلطة الإداريَّة للهند، وقالت إن ذَلِك «يقوض السيادة الإقليميَّة للصين» ووصفت التصرف الهندي بأنَّه «تصرف غير مقبول ولن يكون لَه أي أثر قَانُونِي» في الأراضي المتنازع عَلَيهَا في الحدود بَين الصين والهند، وبشأن كشمير بشكل عام أكدت أن «قَضِيّة كشمير قَضِيّة متبقية من الماضي بَين الهند وباكستان»،  وَفِي 9 أغسطس قال وزير الخارجيَّة الصيني وانغ يي بَعد اجتماعه مَع وزير الخارجيَّة الباكستاني «شاه محمود قريشي» إن الصين «تشعر بقلق بالغ إزاء الاضطرابات والتوترات المُتصاعدة» في كشمير، وأنَّ «الصين ستواصل دعمها القوي للجانب الباكستاني في حماية كشمير، والحُقوق المَشرُوعَة».
في 12 يونيو 2020 ذكر تَقرير أن مؤسَّسة فكرية صينيَّة ربطت التوترات على طُول خط السيطرة الفعلية بَين الهند والصين بالمادة 370.

### دول أخرى
- أفغانستان قال الرّئِيس الأفغاني السّابِق حامد كرزاي إن بلاده تأمل في أن تؤدي الإجراءات الحكوميَّة الهنديَّة الجَدِيدَة لتحسين حياة الناس في جامو وكشمير، وطالب باكستان بالتوقف عَن اِستِخدام العنف المتطرف كَأدَاة سياسية، [194][195] وقال السفير الباكستاني لَدَى الوَلاَيات المتَّحدة «أسد مجيد خان» إن باكستان قد تنقل قواتها من حدودها مَع أفغانستان إلى حدودها مَع الهند، [196] ورفضت سفيرة أفغانستان لَدَى الوَلاَيات المتَّحدة رويا رحماني تصريح المبعوث الباكستاني ووصفته بأنَّه «تصريح مضلل»، وأضافت إن التصريحات الّتِي تربط الوضع في كشمير بِجُهُود السّلام الأفغانيَّة هي «طائشة وَغير مُبررة وَغير مَسؤُولَة».[197][198]

- أستراليا علق المفوض السامي الأستراليّ لَدَى الهند «هاريندر سيدو» بأنهم يحترموا الشؤون الداخليَّة الهنديَّة، وأنَّ وجهة نظر بلاده عَن قَضِيّة كشمير «يجب حَل قَضِيّة كشمير بشكل ثنائي بَين الهند وباكستان.» [199]

- بنغلاديش وفقًا لراديو عموم الهند قال وزير النّقل البري والجسور في بنغلاديش «عبيدول كادر» إن «إلغاء المادة 370 لجامو وكشمير مسألة داخلية للهند» وأنَّ ليس للدول الأُخرى الحق للتدخل في شؤونها الداخليَّة، [200] في 21 أغسطس 2019 أوضحت بنغلاديش موقفها الرسميّ وقالت إنها مسألة داخلية تخص الهند.[201][202]

- بوتان قدمت بوتان الدعم الكَامِل للهند في إعادة تَنظِيم جامو وكشمير، وأشادت بخطوتها الجريئة والشَّجَاعِة والّتِي من شأنها أن تضمن التّنمِيَة الاجتماعيَّة وَالاِقتِصَادِيّة لجامو وكشمير، وأنَّ تجلِب السّلام والتقدم والازدهار، وقال وزير خارجية بوتان إن هَذِه مسألة داخلية بالكَامِل تخص حكومة الهند.[203][204]

- كندا صرحت وزيرة الخارجيَّة الكنديَّة كريستيا فريلاند أن «كندا قلقة من مخاطر التصعيد والتعدي على الحُقوق المدنيّة وتقارير الاعتقالات».[205]

- فرنسا قال الرّئِيس الفرنسيّ إيمانويل ماكرون بَعد اجتماعه مَع رَئِيس الوُزراء الهندي مودي في 22 أغسطس 2019، إن فرنسا تعتقد أن قَضِيّة كشمير يجب أن تحل بشكل مُشترك بَين الهند وباكستان، وأضاف أنَّه لَا ينبغي إِشراك أطراف آخرى، [206] وأكد على حرص فرنسا على ضَمَان مُرَاعَاة مصالح وَحُقوق المدنيين على النّحو الوَاجِب على جانبي خط السيطرة.[207]

- ألمانيا قَالَت المتحدِّثة بِاِسم وزارة الخارجيَّة «مَارِيًّا أديبهر» في مُؤتَمَر صحفي في برلين، إن ألمانيا تتابع التطوّرات في اَلمِنطَقَة عَن قرب، وقالت «نعتقد أن جَمِيع الخطوات الأُخرى للحكومة يجب أن تمتثل لدستور الهند»، وحثت الحُكومة على احترام الحُقوق المدنيّة الّتِي يكفلها القَانُون، وأضافت «ندعو الحُكومة الهنديَّة لإجراء حِوَار مَع السكان المَعنِيِين بِشَأن خططها ونواياها»، [208] وَفِي 24 أغسطس 2019 تحدَّث رَئِيس الوُزراء الباكستاني عمران خان مَع المستشارة الألمانيَّة أنجيلا ميركل حول الوضع في كشمير، وأكد مخاوفه بِشَأن «السّلام وَالأَمن» ودعا المُجتمع الدوليّ للتحرك «بشكل عاجل».[209]

- إيران قال المتحدث بِاِسم وزارة الخارجيَّة عباس موسوي إن إيران «تراقب عَن كثب قرارات الحُكومة الهنديَّة الأخيرة بِشَأن جامو وكشمير، وتستمع باهتمام إلى التَّفسِيرَات الّتِي قدمها المسؤولون الهنود والباكستانيون للتطورات الأخيرة»، [210] ونظم عدد كَبِير من الطلاب الإيرانيين مظاهرات احتجاجية أمام السفارة الهنديَّة في طهران في 8 أغسطس 2019 للتنديد بالقَرَار الهندي، [211] وَفِي 15 أغسطس أزال مسؤولون إيرانيون بالقوَّة لافتات معادية للهند رُفعت على القنصلية الباكستانيَّة في مَدِينَة مشهد شَمَال شَرق البلاد في مَا سُمي «يوم التضامن مَع كشمير»، ووصفت طهران هَذَا الأسلوب بأنَّه تكتيك غير دبلوماسي، وأخبرت إسلام أباد أن وَضع لافتات ضدَّ دَولَة ثالثة يتعارض مَع الأعراف الدبلوماسيّة.[212][213]

- إسرائيل قَالَت إسرائيل إن إلغاء المادة 370 في جامو وكشمير شأن داخلي هندي، وقال «رون مالكا» السفير الإسرائِيلي في الهند «نحن نعلم أن الهند أكبر دِيمُقراطِيّة فِي العَالم، وأنها تحترم الحُقوق الفردية، وتحترم سيادة القَانُون، وأنا متأكد من أن الهند ستحل هَذِه المشكلة بطرق دِيمُقراطِيّة وبطرق سلمية، وهذا مَا ننتظر رؤيته».[214][215]

- ماليزيا أعرب رَئِيس الوُزراء مهاتير محمد عَن قلقه بِشَأن الوضع في جامو وكشمير خِلال اتصال هاتفي مَع رَئِيس وزراء باكستان عمران خان، [216] وقالت وزارة الخارجيَّة في بيان إن ماليزيا تراقب الوضع في جامو وكشمير، وأنها «تُشَجِع البلدين الجارين القريبين على إعادة الانخراط في الحِوَار والمُفاوضات لتهدئة الوضع الجاري وإيجاد حَل ودي.»، [217] وَفِي الذكرى السنويَّة الأولى لإلغاء الوضع الخاصّ لكشمير صرح مهاتير أنَّه لَم يُعدُّ رئيسًا للوزراء وأنه يمكنه التحدث دُون قيود عَن قَضِيّة كشمير، وأشار إلى تصريحاته السّابِقَة الّتِي لاقت ردود فعل عنيفة في الهند، وأضاف أن «الصمت ليس خيارا عَندَمَا كَانَت كلّ الدلائل تشير إلى وَضع آخر تفرض فِيه دَولَة كَبِيرَة وقوية إرادتها مَع الإفلات من العقاب على أمة صغيرة معزولة».[218][219]

- المالديف نص بيان صدر عَن حكومة جَزَر المالديف أن قرار حكومة الهند بِشَأن المادة 370 من الدستور الهندي مسألة داخلية، وأنَّ المالديف تعتقد «أنَّه من حَق كلّ دَولَة ذَات سيادة أن تعدل قوانينها بالشكل المطلوب»، كما نقلت جَزَر المالديف رأيها إلى باكستان.[220][221]

- بولندا قَالَت بولندا الّتِي تتولى حاليًا رئاسة مَجلِس الأَمن التابع لِلأُمَم المتَّحدة، إن على الهند وباكستان إيجاد حَل لقضية كشمير المشتعلة «على الصّعِيد الثُّنائِي»، وقال السفير البولندي لَدَى الهند «آدم بوراكوفسكي» متحدثا إلى صحيفة انديان إكسبرس «تأمل بولندا في أن يتمكَّن كلًا البلدين من التوصل إلى حَل متبادل المنفعة على الصّعِيد الثُّنائِي».[222]

- روسيا دعت روسيا الهند وباكستان لإنقاذ الوضع في كشمير قَبل خروجه عَن السيطرة، وإجراء التغييرات في اَلمِنطَقَة ضمنَ المعايير الدستوريَّة، وتغيير وَضع ولاية جامو وكشمير وتقسيمها إلى اتحادين، في إِطار دستور جمهورية الهند، وقالت وزارة الخارجيَّة أنَّها تأمل في حَل الخِلافات بينهما بالوسائل السياسيَّة والدبلوماسيّة على أساس ثنائي وفقًا لاِتِفاقِيَّة شيملا 1972، وإعلان لاهور لعام 1999، [223][224][225] وأيد المبعوث الروسيّ إلى الهند «نيكولاي كوداشيف القَرَار» قائلا إن «قرار الهند (بِشَأن جامو وكشمير) قرار سيادي وفقًا لدستورها، وموقفنا من هَذِه القضية مطابق تمامًا لموقف الهند».[225][226]

- السعودية حثت السُعوديَّة الأَطرَاف المَعنِيّة في جامو وكشمير لِلحِفَاظ على السّلام والاِستِقرار ومراعاة مصالح سكان اَلمِنطَقَة، [227] وَفِي 2 أكتوبر 2019 ذكرت تقارير إعلاميَّة أن المملكة العربيَّة السُعوديَّة أبلغت الهند بأنَّها تتفهم النهج الهندي وراء القَرَار.[228][229]

- سريلانكا رحب رَئِيس الوُزراء رانيل ويكرمسينغ بإلغاء المادة 370 وتشكيل إقليم لاداخ الاتحادي، وأضاف «أفهم أن لاداخ ستصبح في النهاية إقليماً اتحادياً، يقطنه أَكثَر من 70% من البوذيين، وأنها ستكون أول ولاية هنديَّة ذَات أغلبية بوذية».[230]

- تايلاند قال سفير تايلاند لَدَى الهند «تشوتينتورن سام جونجساكي» إن إلغاء الوضع الخاصّ بولاية جامو وكشمير السّابِقَة «شأن داخلي هندي»، وقال خِلال مقابلة مَع محطّة «إي تي في بهارات» إن تايلاند لَا تتدخل في الشؤون الداخليَّة لِلبُلدان الصديقة، وأنها تأمل أن تتمكن الأَطرَاف المَعنِيّة من حَل قضاياها بطريقة ودية وسلمية.[231]

- تركيا أعرب الرّئِيس التركي رجب طيب أردوغان عَن مخاوفه بِشَأن الوضع المتصاعد في اَلمِنطَقَة، وقال إنه أجرى محادثة هاتفية مَع رَئِيس وزراء باكستان عمران خان وأنه سيتواصل مَع رَئِيس وزراء الهند ناريندرا مودي على أمل الحد من التوترات.[232][233]

- الإمارات العربية المتحدة دعم سفير الإمارات العربيَّة المتَّحدة في الهند، «أحمد البنا» قرار الحُكومة الهنديَّة، [234] وقال «نتوقع أن تؤدي التغييرات لتحسين العَدالة الاجتماعيَّة وَالأَمن وثقة الناس في الحُكم المحليّ، وتشجيع المَزِيد من الاِستِقرار والسّلام.» [235]

- المملكة المتحدة دعت وزارة الخارجيَّة وشؤون الكومنولث إلى الهدوء في اَلمِنطَقَة وأصدرت بيان ورد فِيه «إننا نتابع التطوّرات عَن كثب وندعم الدعوات لِلحِفَاظ على الهدوء».[236] شَارَك أَكثَر من 45 عضوًا من أعضاء البرلمان البريطانيّ في التّوقِيع على رسالة لمطالبة الأُمّين العَام لِلأُمَم المتَّحدة «أنطونيو غوتيريش» بالتدخل والإخطار بقرار الحُكومة الهنديَّة بإلغاء المادة 370، [237] ونشر زعيم حزب العمّال جيريمي كوربين على حسابه في تويتر «يجب احترام حُقوق الشعب الكشميري وَتَنفِيذ قرارات الأُمَم المتَّحدة»، [238] وتحدَّث رَئِيس الوُزراء البريطانيّ بوريس جونسون مَع رَئِيس الوُزراء الهندي «ناريندرا مودي» في 20 أغسطس 2019، وأعرب عَن أسفه للتخريب الّذِي حدث في المفوضيَّة الهنديَّة العليا في لندن في 15 أغسطس.[239][240] وأدان جيريمي كوربين الاحتجاجات العنيفة أمام المفوضيَّة العليا الهنديَّة، وأجرى مكالمة هاتفية مَع المفوض السامي لَدَى المملكة المتَّحدة، [241][242]

- الولايات المتحدة صرح مورجان أورتاغوس المتحدث بِاِسم وزارة الخارجيَّة الأمريكيَّة بأنَّ موقف الوَلاَيات المتَّحدة لَم يتغير باعتبار كشمير مِنطَقَة متنازع عَلَيهَا على الرغم من وصف الهند بأنَّها «مسألة داخلية»، وشدد على ضَرُورَة إِجرَاء محادثات ثنائية بَين الهند وباكستان، وأضاف «نحن قلقون بِشَأن تقارير الاعتقالات ونحث على احترام الحُقوق الفردية والمُناقشة مَع أولئك في المُجتَمَعَات المُتضررة».[243][244][245] وَخِلَال زيارة رَئِيس الوُزراء عمران خان إلى الوَلاَيات المتَّحدة في يوليو 2019 عرض الرّئِيس دونالد ترامب التوسط في نزاع كشمير بَين باكستان والهند، [246] وقال «مَكتَب شُؤُون جَنُوب ووسط آسِيَا» بوزارة الخارجيَّة الأمريكيَّة في بيان إن «الحُكومة الهنديَّة لَم تتشاور أو تَبلُغ الحُكومة الأمريكيَّة قَبل التحرك لإلغاء الوضع الدستوري الخاصّ لجامو وكشمير».[247] وتحدَّث الرّئِيس الأمريكيّ دونالد ترامب إلى رَئِيسيّ وزراء الهند وباكستان، وشدد على ضَرُورَة الحد من التوترات واعتدال الخطاب، [248][249][250] وَفِي 21 أغسطس 2019 عرض الرّئِيس الأمريكيّ ترامب التوسط في الوضع «المتفجر» في كشمير، وأضاف أنَّه سيلتقي برئيس الوُزراء ناريندرا مودي في قِمّة مَجمُوعَة السبع الخامسة والأربعين، الّتِي عُقدت في الفَترَة من 24 إلى 26 أغسطس 2019.[251] فيمَا رحبت جاليات هنديَّة أمريكيَّة بالقَرَار الهندي.[252]

- زامبيا قال الرّئِيس الزامبي إدغار تشاجوا لونغو في لقاء ثنائي مَع رَئِيس الوُزراء مودي خِلال زيارته للهند، إن جامو وكشمير قَضِيّة ثنائية بَين الهند وباكستان.[253]

### منظمات

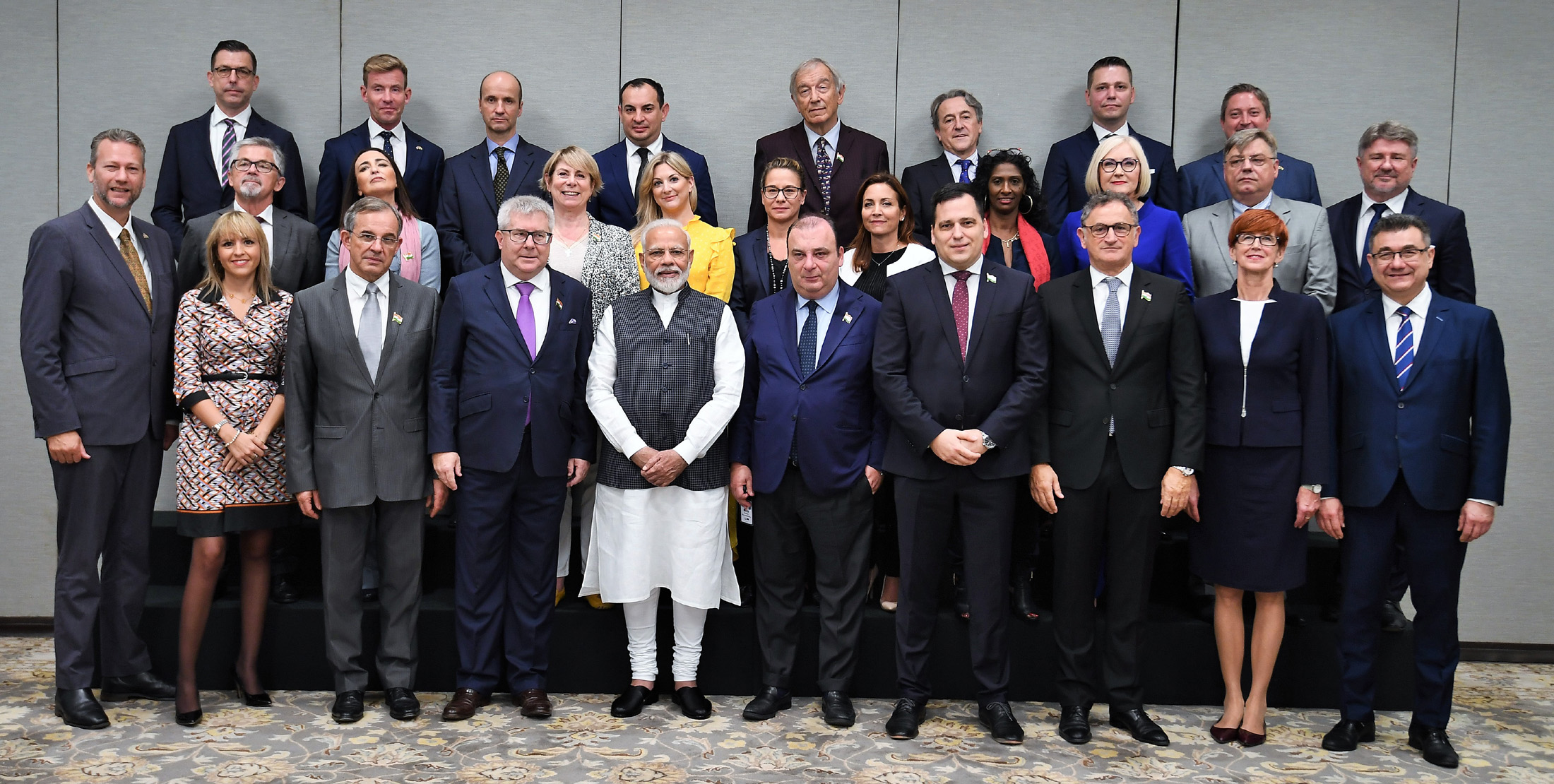
برلمانيون من الاتحاد الأوروبي أثناء اجتماعهم مع رئيس الوزراء الهندي في 28 أكتوبر 2019 قبل رحلتهم إلى كشمير للاطلاع على الوضع في كشمير.

- الاتحاد الأوروبي قال الاتِحاد الأوروبيّ إنه يُراقب الوضع في اَلمِنطَقَة عَن كثب، وصرح المتحدث بِاِسم الاتِحاد الأوروبيّ للشؤون الخارجيَّة «كارلوس مارتين رويز دي جورديجويلا» في مُؤتَمَر صحفي: «رسالتنا الرَئِيسيّة هنا أنَّه من المهم للغاية تجنب أي تصعيد للتوتر في كشمير وَفِي اَلمِنطَقَة»، [254] وزار وفد من أعضاء برلمان الاتِحاد الأوروبيّ جامو وكشمير في 29 أكتوبر 2019 بصفتهم الشخصية، بَعد لقاء رَئِيس الوُزراء الهندي وكبار المَسؤُولِين وقادة الدّولَة في 28 أكتوبر.[255][256]
- منظمة التعاون الإسلامي  –  أعربت مَجمُوعَة الاِتِصَال في منظَّمة المُؤتَمَر الإسلاميّ عَن قلقها العميق إزاء التطوّرات في جامو وكشمير، وأدانت تحرك الهند ووصفته بأنَّه تحرك «غير قَانُونِي ومن جَانِب وَاحِد».[257]

- الأمم المتحدة  –  أعرب أنطونيو غوتيريش الأُمّين العَام لِلأُمَم المتَّحدة عَن قلقه إزاء «القيود» في جامو وكشمير، وقال إنها «قد تؤدي إلى تفاقم حالَة حُقوق الإِنسان في اَلمِنطَقَة»، [258] ودعا جَمِيع الأَطرَاف «للامتناع عَن اِتِخَاذ خطوات قد تُؤَثِر على وَضع جامو وكشمير»، وأشار إلى اتفاقية شيملا لعام 1972 الّتِي طالبت بتسوية الوضع النهائي بالوسائل السلمية.[259][260] وأعرب «ستيفان دوجاريك» المتحدث بِاِسم الأُمَم المتَّحدة عَن قلقه من تحرك الهند لإلغاء الوضع الخاصّ لكشمير، وقال إن الأُمّين العَام «أكد على ضَرُورَة حَل الهند وباكستان النِزاعات بَينِهُم عبر الحِوَار»، وحث الهند وباكستان على ضبط النفس، [261] ووصف «ديفيد كاي» مقرر الأُمَم المتَّحدة الخاصّ المَعنِيّ بَحرِيّة التعبير تعتيم الاتّصالات الّذِي فرضته الهند بأنَّه «غير مسبوق» و«شديد القسوة».[262]
- قَالَت منظمة العفو الدولية إن تصرف الحُكومة الهنديَّة «قد يؤجج التوترات في اَلمِنطَقَة وَيَزِيد من خطر حدوث المَزِيد من انتِهاكَات حُقوق الإِنسان»، [263] وذكرت «إن اِستِخدام مسدسات الحبيبات وَغَيرَهَا من الأسلِحَة يتعارض مَع المعايير الدوليَّة لحقوق الإِنسان»، وذلك بَعد أن رفضت المحكمة العليا الهنديَّة رفع القيود المفروضة على جامو وكشمير.[264]
- ذكرت هيومن رايتس ووتش أن الحريات الأساسيّة معرضة للخطر في كشمير، [265] وطالبت الهند بضمان حماية الحُقوق في كشمير و«التراجع عَن قرارها».[266][267]
- أفادت منظَّمة مراسلون بلا حدود أن الهند عزلت كشمير عَن العَالَم، وقالت «أصبَحَت ولاية جامو وكشمير ثقبًا أسودًا للأخبار والمَعلُومَات في فضاء صباح أمس»، [268] وأدانت المنظَّمة «الحرب الإعلاميَّة الّتِي لَا هوادة فِيهَا الّتِي بدأها رَئِيس الوُزراء ناريندرا مودي قَبل عِشرَة أيام بقطع جَمِيع الاتّصالات في وادي كشمير» ودعت لإعادة جَمِيع وَسَائِل الاِتِصَال بشكل فوري.[269]
- أَصَدَرَت «منظَّمة مراقبة الإبادة الجماعيَّة» إنذارًا بِشَأن الإبادة الجماعيَّة ودعت «الأُمَم المتَّحدة وأعضائها لتحذير الهند من ارتكاب إبادة جماعية في كشمير».[270]

### جهات فاعلة غير حكومية
- طالبان - أفادت «صحيفة نِيُويُورك تايمز» أن حَرَكَة طالبان حذرت باكستان من أي تدخَّل وربط المُحادثات الأمريكيَّة الأفغانيَّة بتطورات كشمير، وأضافت إن ربط قَضِيّة كشمير بقضية أفغانستان لن يساعد في تَحسِين الأزمة المطروحة، وأنه لَا يُوجِد أي صلة بَين القضيتين، وأنه لَا ينبغي تحويل أفغانستان لمسرح تنافس بَين دُوِل أُخرى، [271] كما عبر بيان طالبان الصادر عَن ذبيح الله مجاهد عَن «إمارة أفغانستان الإسلاميَّة» عَن «حزنه العميق من الوضع، وحث الهند وباكستان للامتناع عَن اِتِخَاذ خطوات من شأنها أن تمهد الطريق للعنف، وتعقيد اَلمِنطَقَة واغتصاب حُقوق الكشميريين».[272]

## المظاهرات

### وادي كشمير
قَالَت رويترز في 9 أغسطس، أن أَكثَر من 10 ألف شخص تظاهروا في سريناغار ضدَّ قرار الحُكومة الهنديَّة بإلغاء المادة 370، ورشق بعضهم أفراد الأَمن بِالحجارة،  وأنَّ الشرطة استخدمت الغاز المسيل للدموع والكريات لتفريق المُتظاهرين،  وقالت قناة الجزيرة أنَّها تلقت معلومات من سكان سريناغار عبر هَواتِف الأقمار الصناعيّة تُفِيد باحتجاجات يوم الجمعة، وحدوث اشتباكات بَين المُتظاهرين والقوات الهنديَّة، وأنَّ الشرطة أَطلَقَت الغاز المسيل للدموع والرصاص عبر الخرطوش لتفريق المُتظاهرين، وأنَّ الخرطوش تسبب في إصابة مدنيين بجروح خطيرة.
ووصفت الحُكومة الهنديَّة تَقرير رويترز بأنَّه «ملفق وَغير صحيح تمامًا»، لكنّها أقرت ببعض الاحتجاجات بَعد صلاة الجمعة، في سريناغار وبارامولا، وقالت بأنَّ المُتظاهرين لَم يتجاوز عددهم عشرون شخصًأ.
نشرت بي بي سي رواية لشخص شاهد الشرطة تطلق النار وتستخدم الغاز المسيل للدموع لتفريق حشد في سريناغار بَعد صلاة الجمعة في 9 أغسطس 2019، ويتناقض تَقرير الشاهد مَع بيان الحُكومة الهنديَّة الّذِي يفيد بِعَدَم وُجُود أي احتجاجات،  وقالت «ذا واير» إن الصور الّتِي نشرتها بي بي سي تُناقض تقارير الحُكومة.
في 11 أغسطس قال المدير العَام لشرطة جامو وكشمير «ديلباغ سينغ لرويترز» أن نَحو ألف إلى 1500 شخص كانوا عائدين من صلاة الجمعة ورشق أشخاص من بَينِهُم الحجارة على الشرطة، وَفِي رد فعلها تسبب رشاشات المضخة في إصابة عدد قليل من الأَشخَاص،  وبحسب رويترز فَقَد احتج مئات الأَشخَاص في سريناغار في 11 أغسطس بَعد تخفيف القيود الأمنيَّة في المدينة خِلال عطلة نهاية الأسبوع للسماح للناس بشراء احتياجاتهم والاِستِعدَاد لعيد الأضحى.

### جامو ولداخ
وفقًا لإنديا توداي فَقَد نظم سكان مِنطَقَة جامو ذَات الأغلبيَّة الهندوسيَّة، مظاهرات «احتفالية ضخمة» لعدة أيام، ووزعوا الحلوى، وأطلقوا الأَلعَاب النارية،  وَفِي لداخ احتفلت المنظَّمات البُوذيَّة بقرار الحُكومة بجعل مِنطَقَة لاداخ مِنطَقَة اِتِحَاد منفصلة،  واحتفل مواطنون في منطقتيّ «ليه»، و«ماثو» في يوم 15 أغسطس باعتِباره يوم «الاستِقلال عَن كشمير».
وشهدت مِنطَقَة كارجيل ذَات الأغلبيَّة المسلمة احتجاجات ضدَّ قرار الحُكومة الهنديَّة جعلها مِنطَقَة اتحادية.

### المملكة المتحدة
تجمع مُتظاهرون أمام «المفوضيَّة الهنديَّة العليا» في لندن بإنجلترا في 10 أغسطس 2019 للتعبير عَن غضبهم من الإجراءات الهنديَّة،  وتُجمَّع مُتظاهرون في 14 أغسطس أمام قصر وستمنستر،  ونُظم احتجاج واسع أمام مَبنى المفوضيَّة الهنديَّة العليا في لندن في اليوم التالي 15 أغسطس، وتعرض الهنود الذين كانوا يحتفلون بعيد الاستِقلال الهندي للهجوم من المُتظاهرين المُحتجين على الاجراءات الهنديَّة، وتعرض المفوضيَّة للرشق بالبيض والزجاجات والأحذية، وشارك في المُظاهرة باكستانيون من حركة خالصتان،  وَفِي وَقت لاحق أعرب رَئِيس الوُزراء البريطانيّ بوريس جونسون عَن «أسفه» من هَذَا الحادث العنيف، وأكد أن السُلطات ستتخذ الخطوات اللّاَزِمَة لِضَمَان سلامة وأمن المفوضيَّة وموظفيها وزوارها. وشهدت المفوضيَّة مُظاهرة أُخرى في 3 سبتمبر، عَندَمَا رشق المتظاهرون مَبنى المفوضيَّة بِالحجارة والبيض، وأدان عمدة لندن صادق خان الحادثة على حسابه في تويتر،  وأعتلقت شرطة العاصِمَة شخصين بَعد الحادث لتسببهما بإحداث أضرار جنائية في المفوضيَّة العليا الهنديَّة،  وأدان وزير الخارجيَّة البريطانيّ دومينيك راب العنف ضدَّ الهنود البريطانييّن أَثناء خطابه أمام البرلمان.
في 9 أغسطس نُظمت مُظاهرة احتجاجية أمام القنصلية الهنديَّة في برمنغهام للتنديد بإلغاء الهند وَضع الحُكم الذاتي في جامو وكشمير،  وشارك في الاحتِجاج العضو السّابِق في البرلمان البريطانيّ جورج غالوي حيثُ طالب بإجراء استفتاء في كشمير.

### كندا
شهدت مَدِينَة تورونتو في 11 أغسطس 2019 احتجاجات داعمه لشعب جامو وكشمير،  وردد المتظاهرون شعارات احتجاجية وحملوا لافتات احتجاجية.
نظم مُتظاهرون في كالغاري مُظاهرة أمام قاعة مَدِينَة كالغاري في 8 أغسطس 2019 ضدَّ حملة القمع الهنديَّة، وعبروا عَن دعمهم لشعب جامو وكشمير. وقال المتظاهرون إن نَحو 800 ألف عسكري انتشروا في كشمير، وأنهم لَا يعرفوا مَا يحدث لعائلاتهم.

### الولايات المتحدة
نظم أفراد الجالية الكشميرية المسلمة عدَّة مظاهرات احتجاجية في واشنطن العاصمة، ونيويورك وشيكاغو، وهيوستن، ولوس أنجلوس، وسان فرانسيسكو، وسياتل، ضدَّ إلغاء الهند وَضع الحُكم الذاتي لجامو وكشمير،  وتُجمَّع مُتظاهرون خارج البيت الأبيض في 10 أغسطس 2019 وطالبوا واشنطن بمساعدة شعب كشمير،  وأقام السفير الباكستاني «أسد مجيد خان» فعاليات مجتمعية طالب فِيهَا الوَلاَيات المتَّحدة «بضخ مزيد من العقلانية على الجانب الهندي»، وزعم «غلام نبي فاي» وَهُو كشميري مُقيم في الوَلاَيات المتَّحدة أن الخُطّة الهنديَّة «لَا تهدف فقط إلى حرمان الكشميريين من حقوقهم فحسب، بل لإخضاعهم من خِلال عَمَليّات القتل والتَّعذيب على نطاق واسع».
نظم مجتمع «كشمير بانديت» في الوَلاَيات المتَّحدة مسيرة لدعم القَرَار في 25 أغسطس 2019 وفقًا لـ «إنديا توداي»، وقالوا إن المادة 370 كَانَت «تمييزية» تُجَاه الأقلّيات في مِنطَقَة كشمير،  وروى مُتظاهرون أوضاعهم كأقلية في وادي كشمير، ومواجهتهم التمييز الديني ونزوحهم القسري في التسعينات، وعبروا عَن تطلعهم للعودة إلى وادي كشمير الّذِي تركوه بسبب المتشددين الإسلاميين،  وتُجمَّع مُتظاهرون في أتلانتا لدعم القَرَار الهندي، وزعموا بأنَّ المادة 370 تحتوي على تَمييز شديد ضدَّ الشيعة، والداليت، والإيجار، والبانديت الكشميريين، والسيخ الكشميريين، وفقًا لَمّا ذكرته «صحيفة إنديا توداي».

### بنغلاديش
نُظمت عدَّة مظاهرات احتجاجية في بنغلاديش ضدَّ تغيير وَضع الحُكم الذاتي لجامو وكشمير،  وأفادت قناة «ايه بي بي تاك نيوز» الباكستانيَّة أن المئات تظاهروا في دكا في 6 أغسطس 2019 ضدَّ الخطوة الهنديَّة،  وتظاهر المئآت مرَّة أُخرى في 7 أغسطس 2019 في مَدِينَة دكا، حيثُ انتقد المتظاهرون ناريندرا مودي وإلغاء الحُكم الذاتي لجامو وكشمير،  وشهدت جامعة دكا مظاهرة يوم الخميس 8 أغسطس 2019 أقامها العديد من الطلاب الكشميريين،  وقاد «مَجلِس التضامن الكشميري» عدَّة احتجاجات في 9 أغسطس 2019 أُقيمت بَعد صلاة الجمعة.

### البحرين
اتخذت البحرين إِجرَاءَات عقابية ضدَّ مواطنين من باكستان وبنغلاديش بَعد تنظيمهم احتجاجًا في 11 أغسطس 2019 بَعد صلاة عيد الأضحى في البحرين،  ونشرت صفحة مسؤول أمني لوزارة الداخليَّة على تويتر أن إِجرَاء الشرطة يهدف لاحتواء الاحتجاجات، كما طلبت سلطات البحرين من مواطنيها عَدَم اِستِغلاَل التجمعات الدينيَّة لمزيد من الدوافع السياسيَّة.

### فرنسا
شهدت العاصِمَة الفرنسيَّة باريس احتجاجات في 9 أغسطس 2019 مُنددة بالخطوة الهنديَّة لإلغاء الوضع المستقل لجامو وكشمير،  وزعم المتظاهرون أن الهند تهدف لتغيير التركيبَة السُكّانيّة في كشمير عبر طرد الكشميريين من منازلهم وجلب مستوطنين هندوس من أجزاء أُخرى من الهند.

### أُستراليا
وَاجَه المتظاهرون المؤيدون والمناهضون بعضهم البعض في ملبورن في أستراليا، حيثُ رحبت «مجموعات كشمير بانديت» بقرار الهند، بينما أعربت الجالية الباكستانيَّة في أُستراليا عَن «قلقها العميق» بِشَأن الوضع في كشمير، وردًا عَلَيهَا قَالَت مجموعات هنديَّة في أُستراليا إنه لَا يحق لباكستان التدخل في الشؤون الداخليَّة للهند.

### ألمانيا
أفادت جيو نيوز أن أفراد المُجتمع الكشميري تجمعوا في ساحة باريزر في بوابة براندنبورغ في برلين واحتجوا على القَرَار الهندي في 11 أغسطس 2019.

### كوريا الجنوبيَّة
في كوريا الجنوبية وَاجَه وفد هندي يُضمُّ الناشطة الهنديَّة «شازيا إيلمي» مَجمُوعَة من المُتظاهرين في سول، حيثُ لوحوا بالأعلام الباكستانيَّة ورددوا شعارات مناهضة للهند، بدأَ الوفد الهندي في مُوَاجَهَة المُتظاهرين، حتَّى تدخلت الشرطة المحَلِية وأخرجت شازيا ورفاقها من المكان.

## وسائل التواصل الاجتماعي
علق العديد من نشطاء حُقوق الإِنسان وقادة العَالَم على حساباتهم على وَسَائِل التواصل الاجتماعيّ حول الوضع في كشمير، وأصبح وسم #KashmirBleeds الأبرز في مَوقِع تويتر.
أفادت إنديا توداي ومصادر إعلاميَّة هنديَّة أُخرى، بظهور عدَّة صور ومقاطع فيديو ملفقة على وَسَائِل التواصل الاجتماعيّ مِثل فيسبوك وتويتر ومنصات أُخرى، وأنه تبين بَعد فحصها بأنَّها مُلفقة أو قديمة وتُستخدم لوصف «الوضع الحاليّ في كشمير».
ذكرت صحيفة داون الّتِي تتخذ من باكستان مقراً لَهَا، أن التعتيم في كشمير أدَّى لاندلاع حرب معلومات مضللة على الإنترنت،  وقالت صحيفة «ذا نيشن» في افتتاحيتها: «إن عَدَم وُجُود تغطية في كشمير زاد من احتمال انتشار المَعلُومَات المضللة والذعر، وكلّ ذَلِك يعرض حياة الكشميريين للخطر وَعَدَم اليقين».
زعمت وزارة الداخليَّة الهنديَّة أن «جهات باكستانيَّة عديدة تنشر أخبارًا كاذبة»، وطلبت من تويتر حجب قَائِمَة من الحسابات،  وبشكل منفصل طالب مفتش شرطة جامو وكشمير تويتر بحظر حساب يُزعم أنَّه ينشر شائعات، وجاء في خطاب الطّلَب أن مِثل هَذِه الإشاعات تضر بالقَانُون والنِظَام وتُشكل «تهديدًا للحياة»،  حجب مَوقِع تويتر أربعة «حسابات»،  مِنهَا حساب سيد علي جيلاني وَهُو زعيم كشمير انفصالي من تحريك الحريات.
اتَّهمت الحُكومة الهنديَّة بي بي سي ورويترز بالكذب، وافتراء أنباء عَن احتجاجات واسعة في كشمير،  ووفقًا لصحيفة «إنديا توداي»، فإنَّ الفِيديُو مكون من عدَّة مقاطع، وَلَا يظهر أي تواجد للشرطة وأفراد الأَمن على الرَغمِ من أن اَلمِنطَقَة كَانَت تحت الاغلاق وتَشهد انتشارًا أمنيًا مُكثفًا في يوم تصوير الفِيديُو في 9 أغسطس 2019،  فيمَا يزعم بَعض الهنود أن أجزاء من الفِيديُو صُورت في كشمير الخاضعة للإدارة الباكستانيَّة.

## توابع القَرَار
قطعت السُلطات الإنترنت عالي السرعة لمدَّة عام،  وأجرت تغييرات سياسيَّة وبيروقراطية في اَلمِنطَقَة،  وأصبحت مكافحة التمرد من أولوياتها،  وتقلص دور السلطة القضائيَّة،  وإقرار قانون إعادة تنظيم جامو وكشمير 2019.